# Calypogeia mascarenensis
Calypogeia mascarenensis là một loài rêu trong họ Calypogeiaceae. Loài này được Bischl. mô tả khoa học đầu tiên..